# Elecciones municipales de 2015 en La Coruña
Las elecciones municipales de 2015 se celebraron en el municipio de La Coruña el domingo 24 de mayo de 2015, en aplicación del Real decreto 233/2015 de convocatoria de elecciones municipales para todo el territorio español, publicado el 30 de marzo en el Boletín Oficial del Estado.  En ella se eligieron un total de 27 concejales mediante un sistema proporcional (empleando el sistema D'Hondt de reparto) con listas cerradas y un umbral electoral del 5%, de acuerdo con lo dispuesto en la Ley Orgánica 5/1985 de Régimen Electoral General.

## Resultados
La candidatura encabezada por Carlos Negreira, candidato a la reelección por el Partido Popular fue la más votada por un estrecho margen, si bien el escrutinio provisional la dejó a solo cuatro votos de Marea Atlántica. Esta coalición, surgida a raíz del movimiento 15-M, de corte socialista democrático y con especial hincapié en la democracia participativa se presentaba por primera vez a las elecciones  con una lista confeccionada mediante primarias abiertas liderada por el profesor universitario Xulio Ferreiro (en la cual se inscribían no obstante candidatos de otras formaciones preexistentes, como Esquerda Unida y CxG, y que recibía el apoyo de Anova y de Podemos). Al conseguir el mismo número de concejales que el PP, obtuvo la alcaldía con el apoyo del PSdeG-PSOE y el BNG.
|  | 30,90 % |

|  | 30,88 % |

|  | 18,35 % |

|  | 5,70 % |

|  | 4,88 % |

|  | 3,81 % |

|  | 1,54 % |

|  | 1,24 % |

|  | 0,61 % |

|  | 98,89 % |

|  | 1,11 % |

|  | 2,08 % |

|  | 60,08 % |

|  | 39,92 % |